# Campionati del mondo di ciclocross 1957
I Campionati del mondo di ciclocross 1957 si svolsero a Edelare, in Belgio, il 24 febbraio.

## Medagliere
| Pos.   | Nazione | Oro | Argento | Bronzo | Totale |
| ------ | ------- | --- | ------- | ------ | ------ |
| 1      | Francia | 1   | 0       | 1      | 2      |
| 2      | Belgio  | 0   | 1       | 0      | 1      |
| Totale | Totale  | 1   | 1       | 1      | 3      |

## Sommario degli eventi
| Eventi         | Oro                     | Tempo    | Argento                       | Tempo   | Bronzo                  | Tempo   |
| Uomini         |                         |          |                               |         |                         |         |
| Elite dettagli | André Dufraisse Francia | 1:17'53" | Firmin Van Kerrebroeck Belgio | a 1'11" | Georges Meunier Francia | a 2'04" |